# Takafumi Ueguči
Takafumi Ueguči (* 10. října 1948) je bývalý japonský zápasník–judista.

## Sportovní kariéra
Připravoval se na Nihonské univerzitě v Tokiu. Po skončení vysokoškolských studií byl zaměstnancem Tokijské metropolitní policie. V japonské seniorské reprezentaci se pohyboval celá sedmdesátá léta. Měl časté problémy se životosprávou. Japonský reprezentační trenér Isao Okano s ním počítal do polotěžké váhy, kam však s problémy shazoval. V roce 1976 dostal v nominaci na olympijské hry v Montréalu přednost Kazuhiro Ninomija. Po skončení sportovní kariéry v roce 1980 pracoval jako trenér. Jeho syn Kóta Ueguči patřil k předním japonským těžkým vahám na přelomu tisíciletí.

## Výsledky

### Váhové kategorie
| Turnaj               | 1969           | 1970           | 1971           | 1972           | 1973           | 1974           | 1975           | 1976           | 1977           | 1978           | 1979           |
| Turnaj               | 21             | 22             | 23             | 24             | 25             | 26             | 27             | 28             | 29             | 30             | 31             |
| Turnaj               | polotěžká váha | polotěžká váha | polotěžká váha | polotěžká váha | polotěžká váha | polotěžká váha | polotěžká váha | polotěžká váha | polotěžká váha | polotěžká váha | polotěžká váha |
| -------------------- | -------------- | -------------- | -------------- | -------------- | -------------- | -------------- | -------------- | -------------- | -------------- | -------------- | -------------- |
| Olympijské hry       |                |                |                | —              |                |                |                | —              |                |                |                |
| Mistrovství světa    | —              |                | —              |                | 2.             |                | —              |                |                |                | —              |
| Mistrovství Japonska | 3.             | 3.             | 3.             | 2.             |                | 3.             | 2.             | 2.             | 3.             | ?              | ?              |

### Bez rozdílu vah
| Turnaj               | 1969 | 1970 | 1971 | 1972 | 1973 | 1974 | 1975 | 1976 | 1977 | 1978 | 1979 |
| Turnaj               | 21   | 22   | 23   | 24   | 25   | 26   | 27   | 28   | 29   | 30   | 31   |
| -------------------- | ---- | ---- | ---- | ---- | ---- | ---- | ---- | ---- | ---- | ---- | ---- |
| Olympijské hry       |      |      |      | —    |      |      |      | —    |      |      |      |
| Mistrovství světa    | —    |      | —    |      | —    |      | —    |      |      |      | —    |
| Mistrovství Japonska | ?    | ?    | ?    | ?    | ?    | ?    | ?    | 2.   | ?    | ?    | ?    |